# Emilio Lorenzo Criado
Emilio Lorenzo Criado (Puerto Seguro, 10 de juny de 1918 – Madrid, 2 de juliol de 2002), va ser un catedràtic de lingüística germànica de la Universitat Complutense de Madrid, membre de la Reial Acadèmia Espanyola.

## Biografia
Es llicencià en filosofia i lletres a la Universitat de Madrid i va ampliar estudis a Múnic. El 1942 es va octorar i va obtenir la càtedra universitària de Llengües Modernes. Fou lector d'espanyol a la Universitat de Bonn (1947-1948) i a l'Institut d'Espanya a Londres (1949-1953). El 1958 va obtenir la càtedra de Lingüística Germànica (anglesa i alemanya) a la Universitat Complutense de Madrid, que va exercir fins a la seva jubilació. De 1960 a 1975 va fundar i dirigir la revista Filología Moderna. El 1950 fou elegit membre de la Philologycal Society i el 1964 va rebre la Medalla Goethe de Plata. També va rebre la Bundesverdienstkreuz i les Palmes Acadèmiques de França.
De 1966 a 1980 va dirigir els cursos d'espanyol a estrangers a la Universitat Internacional Menéndez y Pelayo, de la qual va ser vicerector de 1972 a 1980. El 1981 fou escollit acadèmic de la Reial Acadèmia Espanyola, llegint el discurs Utrum lingua an loquentes? (Sobre las presuntas dolencias y carencias de nuestro idioma)

## Obres
- El español en la encrucijada Espasa Calpe, 1999. ISBN 84-239-7469-3
- Anglicismos hispánicos Editorial Gredos, 1996. ISBN 84-249-1809-6
- Niveles y registros en el español actual Logroño : Consejería de Educación, Cultura y Deportes, D.L. 1991. ISBN 84-87209-27-0
- El español y otras lenguas SGEL: Sociedad General Española de Librería, 1980. ISBN 84-7143-209-9
- Ejercicios de vocabulario Universidad Internacional Menéndez Pelayo, 1980. ISBN 84-600-1687-0
- El español de hoy, lenguas en ebullición

Com a traductor, destaquen la seva traducció al castellà del Cant dels Nibelungs de l'alt alemany i de les Obres selectes de Jonathan Swift, amb Els viatges de Gulliver.